# Телеки, Пал (политик)
Граф Пал Телеки де Секи (венг. Széki gróf Teleki Pál; 1 ноября 1879, Будапешт — 3 апреля 1941, Будапешт) — венгерский политический деятель, премьер-министр Венгрии, член Венгерской академии наук, глава скаутской организации Венгрии.

## Биография
Пал Телеки де Секи родился в 1879 году. По происхождению грек, его семья являлась потомками греческих переселенцев в Венгрию. Окончил Будапештский университет, по образованию географ, издал атлас Дальнего Востока.

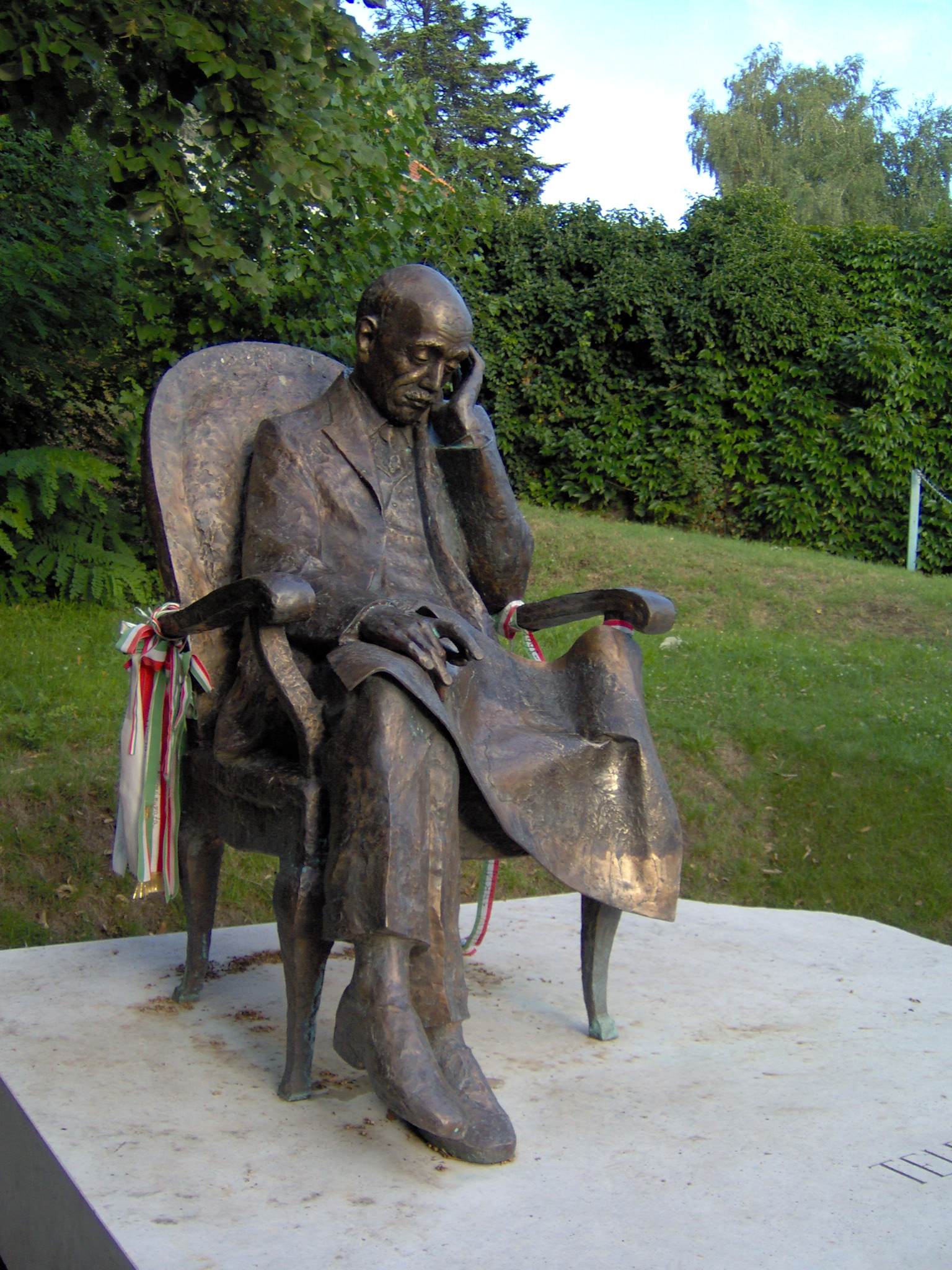
Памятник Телеки в Балатонбогларе

С 1910 года член Академии наук Венгрии. В 1919 году принял активное участие в борьбе с советской властью в Венгрии.
Входил в венгерскую делегацию на переговорах со странами Антанты после Первой мировой войны. С 1920 года министр иностранных дел и премьер-министр Венгрии. С 1922 году занимался преподаванием в Будапештском университете.
В 1939 году снова назначен премьер-министром страны. 20 ноября 1940 года Венгрия стала союзницей стран Оси. В декабре 1940 года Телеки подписал договор о вечной дружбе с Югославией. В 1941 году стал также и министром иностранных дел. Несмотря на свою вовлечённость в принятие антиеврейских законов, отрицательно относился к перспективе участия Венгрии в мировой войне на стороне нацистской Германии.
В апреле 1941 года Германия настойчиво пыталась втянуть Венгрию в войну против Югославии. Будучи неспособным это предотвратить, 3 апреля 1941 года Телеки совершил самоубийство, выразив в предсмертной записке своё возмущение нарушением данных Югославии обязательств.

## Награды
- Кавалер Большого креста Королевского венгерского ордена Святого Стефана
- Командор ордена Заслуг перед Республикой Польша со звездой (2001)[2].
- Кавалер ордена Эстонского Красного Креста 1-го класса